# دييغو جانسين
دييغو جانسين (بالإسبانية: Diego Janssen)‏ هو كاتب أغاني وملحن وعازف قيثارة وشاعر أوروغواياني، ولد في 19 ديسمبر 1981 في مونتفيدو في الأوروغواي.